# Irene Zechner
Irene Zechner (* 1969 in Fohnsdorf als Irene Koch), ist eine ehemalige österreichische Naturbahnrodlerin. Mit zwei Europameistertiteln, einem Weltmeistertitel, zwei Siegen im Gesamtweltcup und neun gewonnenen Weltcuprennen war sie eine der erfolgreichsten Naturbahnrodlerinnen der 1990er-Jahre.

## Karriere
Die ersten internationalen Erfolge erzielte die für den TVN Fohnsdorf startende Steirerin Irene Koch Mitte der 1980er-Jahre bei Juniorenwettkämpfen. 1985 und 1987 wurde sie Junioreneuropameisterin, 1986 gewann sie die Bronzemedaille.
Zur selben Zeit nahm sie auch schon an Titelkämpfen in der Allgemeinen Klasse teil und fand auch hier rasch Anschluss an die Weltspitze. War sie bei der Weltmeisterschaft 1986 in Fénis als Vierte noch knapp hinter den Medaillenrängen geblieben, erreichte sie im nächsten Jahr bei der Europameisterschaft 1987 in Jesenice bereits den dritten Platz. Nach der witterungsbedingten Absage der Weltmeisterschaft 1988 gewann sie auch bei der Europameisterschaft 1989 in Garmisch-Partenkirchen die Bronzemedaille. Jeweils den zweiten Platz erreichte Irene Koch bei der Weltmeisterschaft 1990 in Gsies (hinter Jeanette Koppensteiner) und der Europameisterschaft 1991 in Völs am Schlern (hinter Doris Haselrieder). Bei der Weltmeisterschaft 1992 in Bad Goisern gewann sie als Dritte wieder eine Bronzemedaille.
Nach ihrer Heirat startete sie ab der Saison 1992/1993 unter ihrem neuen Nachnamen Zechner. In diesem Winter wurde zum ersten Mal der Weltcup ausgetragen und Irene Zechner erreichte in zwei der fünf Rennen einen Podestplatz, was ihr den vierten Rang im Gesamtweltcup der Saison 1992/1993 einbrachte. Ihren bis dahin größten Erfolg feierte sie am 31. Jänner 1993, als sie in Stein an der Enns Europameisterin wurde. In der Saison 1993/1994 war Zechner die dominierende Rodlerin im Weltcup. Während sie im ersten Rennen noch Zweite hinter der Italienerin Beatrix Mahlknecht war, gewann sie alle vier weiteren Weltcuprennen dieses Winters und damit auch überlegen den Gesamtweltcup. Bei der Ende Jänner in Gsies ausgetragenen Weltmeisterschaft 1994 musste sie sich aber ein zweites Mal der Italienerin Mahlknecht geschlagen geben, Zechner wurde Zweite.
Im Winter 1994/1995 war dann die Tirolerin Elvira Holzknecht die dominierende Erscheinung im Weltcup. Sie gewann alle vier Rennen, während Zechner dreimal Zweite und einmal Dritte wurde und damit hinter Holzknecht den zweiten Platz im Gesamtweltcup belegte. Bei der Europameisterschaft 1995 im russischen Kandalakscha kam Holzknecht allerdings nur auf den dritten Platz und Zechner wurde vor der Lokalmatadorin Ljubow Panjutina zum zweiten Mal Europameisterin.
Auch das erste Weltcuprennen der Saison 1995/1996 gewann Elvira Holzknecht, doch die nächsten vier Rennen entschied Irene Zechner für sich. Beim Finale in Stange standen schließlich beide zeitgleich auf der obersten Stufe des Siegerpodestes, womit Irene Zechner zum zweiten Mal den Gesamtweltcup gewann. Siegreich war die Steirerin auch bei der Weltmeisterschaft 1996 in Oberperfuss. Nachdem sie schon zweimal Europameisterin war und bereits drei Medaillen bei Weltmeisterschaften gewonnen hatte, führte Zechner bei ihrem letzten Großereignis einen österreichischen Dreifachsieg an und wurde Weltmeisterin. Nach dieser so erfolgreichen Saison beendete Irene Zechner ihre Karriere. In Anerkennung ihrer Leistungen wurde ihr das Silberne Ehrenzeichen für Verdienste um die Republik Österreich verliehen.

## Sportliche Erfolge

### Weltmeisterschaften
- Fénis-Aosta 1986: 4. Einsitzer
- Gsies 1990: 2. Einsitzer
- Bad Goisern 1992: 3. Einsitzer
- Gsies 1994: 2. Einsitzer
- Oberperfuss 1996: 1. Einsitzer

### Europameisterschaften
- Szczyrk 1985: 7. Einsitzer
- Jesenice 1987: 3. Einsitzer
- Garmisch-Partenkirchen 1989: 3. Einsitzer
- Völs am Schlern 1991: 2. Einsitzer
- Stein an der Enns 1993: 1. Einsitzer
- Kandalakscha 1995: 1. Einsitzer

### Junioreneuropameisterschaften
- Hol 1984: 6. Einsitzer
- Oberperfuss 1985: 1. Einsitzer
- Feld am See 1986: 3. Einsitzer
- Kreuth 1987: 1. Einsitzer

### Weltcup
- 2× Gesamtweltcupsieg im Einsitzer in den Saisonen 1993/1994 und 1995/1996
- 1× 2. Gesamtrang im Einsitzer in der Saison 1994/1995
- 17 Podestplätze, davon 9 Siege:

| Datum              | Ort         | Land       | Disziplin |
| ------------------ | ----------- | ---------- | --------- |
| 23. Jänner 1994    | Bad Goisern | Österreich | Einsitzer |
| 20. Februar 1994   | Szczyrk     | Polen      | Einsitzer |
| 27. Februar 1994   | Moskau      | Russland   | Einsitzer |
| 13. März 1994      | Welschnofen | Italien    | Einsitzer |
| 30. Dezember 1995  | Rautavaara  | Finnland   | Einsitzer |
| 19. Jänner 1996    | Landskron   | Österreich | Einsitzer |
| 21. Jänner 1996    | Landskron   | Österreich | Einsitzer |
| 4. Februar 1996    | Latsch      | Italien    | Einsitzer |
| 11. Februar 1996 * | Stange      | Italien    | Einsitzer |

* zeitgleich mit Elvira Holzknecht

## Auszeichnungen
- 1996: Silbernes Ehrenzeichen für Verdienste um die Republik Österreich[2]